# Apraclonidine

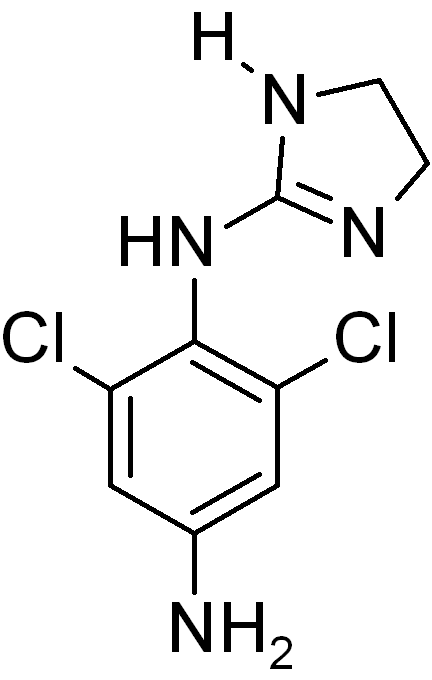
L'apraclonidine

 (novembre 2021).
Si vous disposez d'ouvrages ou d'articles de référence ou si vous connaissez des sites web de qualité traitant du thème abordé ici, merci de compléter l'article en donnant les références utiles à sa vérifiabilité et en les liant à la section « Notes et références ».
L'apraclonidine est un agoniste alpha-2-adrénergique relativement sélectif, sans activité stabilisante de membrane significative (anesthésique local). Après instillation dans l’œil, l'apraclonidine entraîne une réduction de la pression intraoculaire, ce qui permet de l'utiliser dans le traitement du glaucome. 

## Caractéristiques
L'apraclonidine est une imidazoline dont la formation chimique est 2-amino 4,5-dihydro-1H-imidazoline, dans laquelle l'un des hydrogènes aminés exocycliques a été remplacé par un groupe 4-amino-2,6-dichlorophényle. Il a un rôle d'agoniste alpha-adrénergique. C'est un membre des imidazolines, un dichlorobenzène et un membre des guanidines. C'est une base conjuguée d'une apraclonidine(1+).

## Effets
Les études[Lesquelles ?] de fluorophotométrie chez l'humain suggèrent que le mécanisme d'action de l'effet hypotensif oculaire de l'apraclonidine est lié à une réduction de la formation de l'humeur aqueuse. L'apraclonidine, également connue sous le nom d'iopidine , est un sympathomimétique utilisé dans le traitement du glaucome. L'apraclonidine en solution ophtalmique a peu d'effet sur les paramètres cardiovasculaires.

## Utilisations
L'apraclonidine est utilisé comme médicament antiglaucome, médicament ophtalmologique, agoniste bêta-adrénergique et agent de diagnostic.